# 사쿠사베역
사쿠사베역(일본어: 作草部駅, さくさべえき 사쿠사베에키[*])은 일본 지바현 지바시 이나게구에 있는 지바 도시 모노레일 2호선의 역이다.

## 역사
- 1991년 6월 12일: 영업 개시.
- 2009년 3월 14일: PASMO 도입.

## 역 구조
상대식 승강장 2면 2선의 고가역이다.

### 승강장
| 1 | 2호선 | 쓰가・지시로다이 방면 |
| 2 | 2호선 | 지바・지바미나토 방면 |

## 역 주변
- 지바 시 쓰가 마을회관
- 지바 시립 쓰가 초등학교
- 지바 현립 지바히가시 고등학교
- 학교 법인 지바 경제학원
  - 지바 경제대학
  - 지바 경제대학 단기 대학부
  - 지바 경제대학 부속 고등학교
- 지바 기타 경찰서 사쿠사베 파출소
- 지바 사쿠사베 우체국
- 지바 신용 금고 사쿠사베 지점
- 사하라 신용 금고 사쿠사베 지점
- 마쓰모토기요시 지바 사쿠사베점
- 썬 드럭 사쿠사베점
- 지바 드래그 사쿠사베점
- 톱 마트 사쿠사베점

## 사진

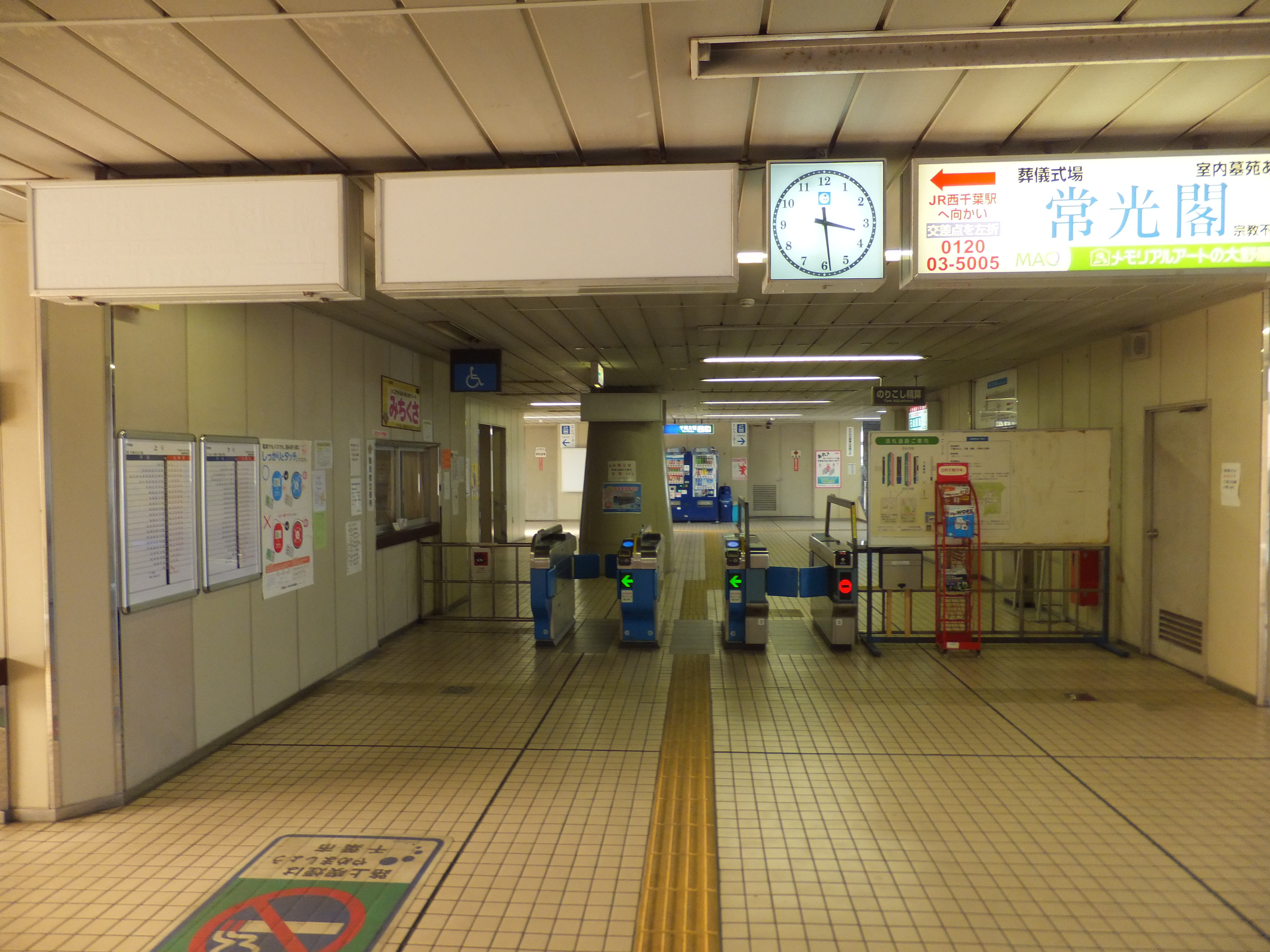
개찰구

## 인접역
| 지바 도시 모노레일 2호선 | 지바 도시 모노레일 2호선 | 지바 도시 모노레일 2호선 |
| ------------------------ | ------------------------ | ------------------------ |
| 지바코엔 지바 방면       |                          | 덴다이 지시로다이 방면   |